# 姚村站
姚村站是一个京沪线上的铁路车站，位于山东省济宁市曲阜市姚村镇姚村，始建于1908年，1912年建成，目前为四等站，邮政编码为273105。本站目前已不办理客货运业务，只办理通过和会让业务。2013年，姚村站的站房作为近现代重要史迹及代表性建筑被列入山东省第四批省级文物保护单位名单。